# Blocco dei sacerdoti di Dachau

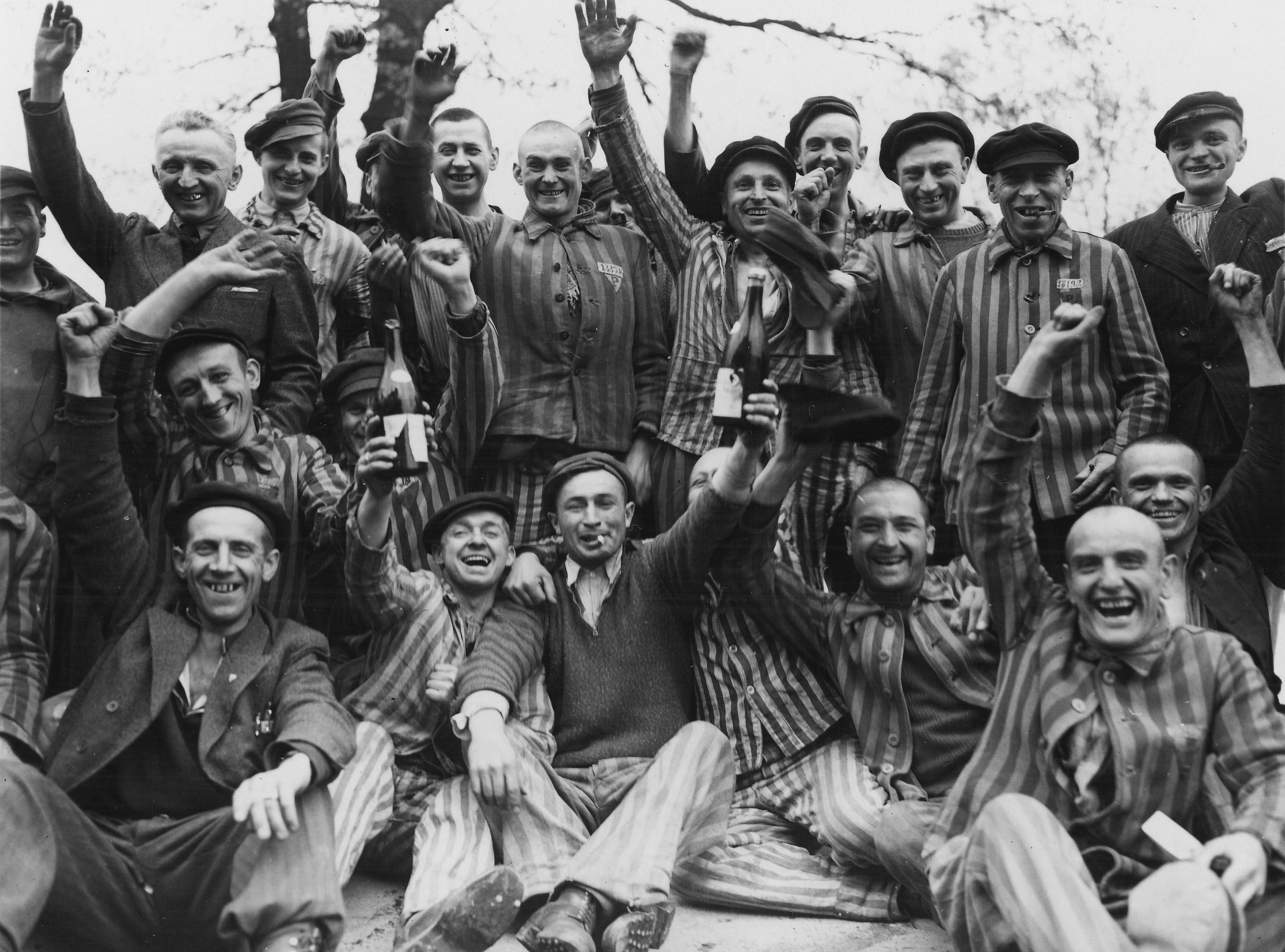
I prigionieri polacchi a Dachau brindano alla loro liberazione dal campo. I polacchi costituivano il gruppo etnico più numeroso del campo e la maggior parte dei prigionieri del Blocco dei sacerdoti del campo di Dachau.

Nel blocco dei sacerdoti del campo di Dachau (in tedesco Pfarrerblock o Priesterblock) veniva rinchiuso il clero contrario al regime nazista. A dicembre 1940 Berlino ordinò il trasferimento dei prigionieri ecclesiastici da altri campi, e fu così che Dachau divenne il centro di detenzione degli ecclesiastici.
Su un totale di 2.720 ministri di culto registrati a Dachau circa 2.579 (il 94,88%) erano cattolici, 109 protestanti, 22 ortodossi, 8 mariaviti e 2 musulmani. I membri della Compagnia di Gesù erano il gruppo più numeroso.

## Contesto storico

### Campo di concentramento di Dachau

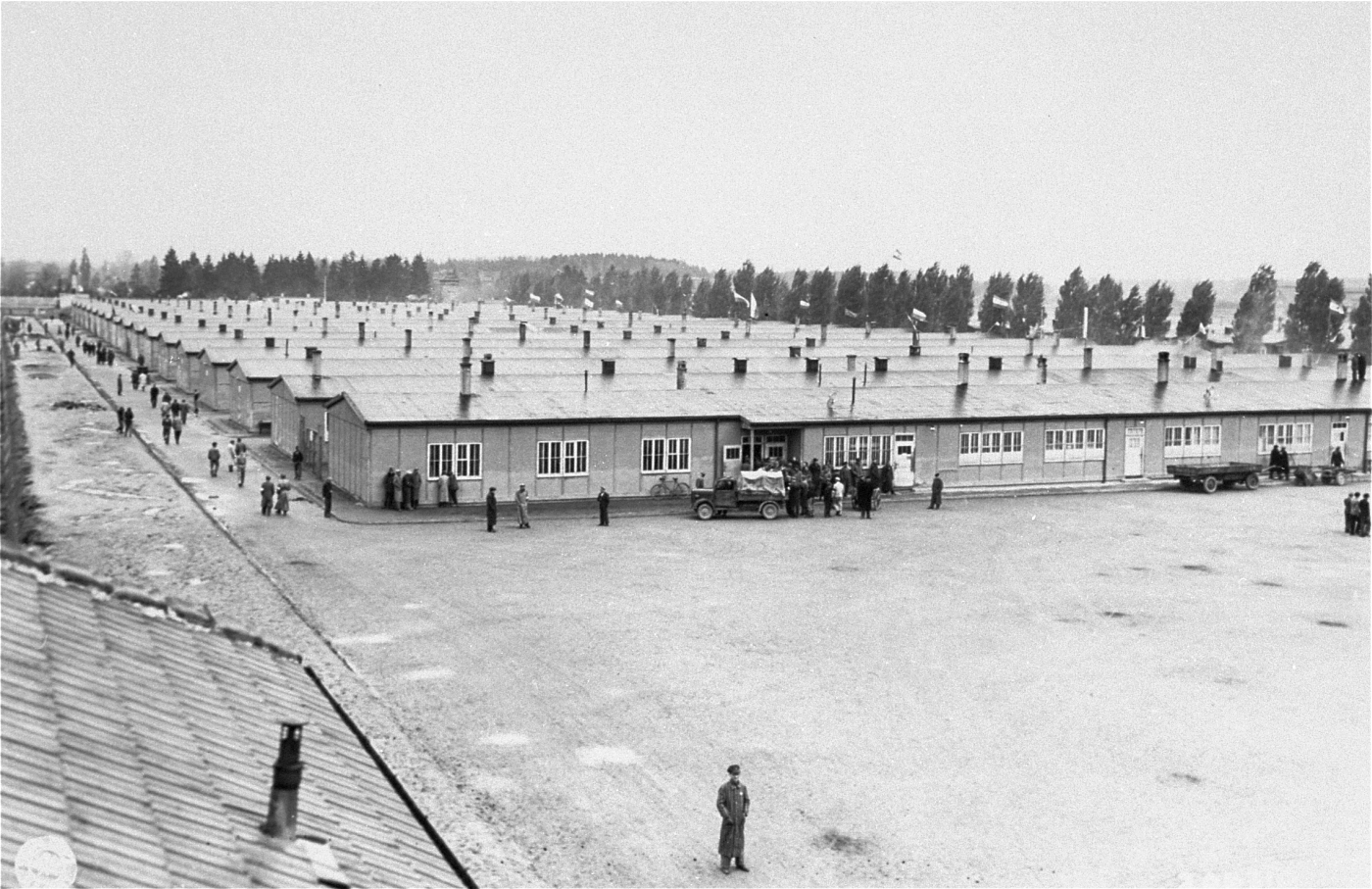
Blocco dei prigionieri del campo di Dachau.

Dachau, il primo campo di concentramento nazista, fu istituito nel marzo 1933 come luogo di detenzione per oppositori politici (principalmente socialdemocratici e comunisti) piuttosto che un campo di sterminio. Ma finì con l'accogliere anche ebrei, zingari, testimoni di Geova e omosessuali, nonché sacerdoti, e dei circa 160.000 prigionieri del campo principale oltre 32.000 furono giustiziati, o morirono per malattie o malnutrizione, o fecero da cavie negli esperimenti medici nazisti. I malati venivano inviati ad Hartheim per l'eutanasia praticata nell'ambito dell'Aktion T4.

### Gli scontri nella Chiesa
Prima dell'approvazione del Decreto dei pieni poteri che conferì a Hitler l'autorità dittatoriale "temporanea", con la quale egli smantellò definitivamente la Repubblica di Weimar, il 23 marzo 1933 il futuro dittatore promise al Reichstag che non avrebbe interferito con i diritti delle chiese. Ma, assicuratosi il potere, non mantenne questa promessa. Divise la Chiesa luterana (la principale confessione protestante tedesca) e istigò una brutale persecuzione dei testimoni di Geova. Disonorò il Concordato firmato con il Vaticano e permise la persecuzione della Chiesa cattolica in Germania. Il piano a lungo termine era quello di "de-cristianizzare la Germania dopo la vittoria finale". I nazisti adottarono il termine Gleichschaltung per indicare la conformità e la sottomissione alla linea del Partito Nazionalsocialista Tedesco dei Lavoratori: "non ci doveva essere altra legge che Hitler, e in definitiva altro dio che Hitler". In breve tempo il conflitto del governo nazista con le chiese diventò una fonte di grande rancore in Germania.
Hitler stesso aveva una posizione radicale in merito al continuo conflitto tra cattolicesimo e protestantesimo in Germania. Anche se a volte accennava alla volontà di mitigare le discordie ecclesiastiche ed era disposto a frenare il suo anticlericalismo per ragioni politiche, i suoi «commenti infiammati davano ai suoi subalterni tutta la licenza di cui avevano bisogno per alzare il tiro nella "lotta ecclesiastica, sicuri di "lavorare per il Fuhrer"». Alla presa di potere nazista seguì una strenua, anche se inizialmente sporadica, persecuzione della Chiesa cattolica in Germania. Il regime firmò con il Vaticano il Reichskonkordat, che proibiva al clero di partecipare alla vita politica. Secondo William Shirer, il Concordato "non era ancora stato messo nero su bianco che già veniva infranto dal governo nazista.". Il 25 luglio i nazisti promulgarono la legge sulla sterilizzazione, ritenuta offensiva dalla Chiesa cattolica. Cinque giorni dopo iniziarono le operazioni di scioglimento della Lega della Gioventù Cattolica: clero, suore e leader laici cominciarono a essere presi di mira, si verificarono migliaia di arresti negli anni successivi, spesso con accuse inventate di contrabbando di valuta o di "immoralità". Di fronte a questa persecuzione Papa Pio XI emanò l'enciclica Mit brennender Sorge, in cui denunciò l'ideologia pagana del nazismo; come risposta altre centinaia di ecclesiastici furono arrestati e inviati nei campi di concentramento.
Secondo Ian Kershaw, sottomettere i protestanti si rivelò più difficile del previsto. Con 28 chiese regionali separate, il tentativo di creare una Chiesa del Reich unificata attraverso la Gleichschaltung fallì, e Hitler perse l'interesee per il movimento nazista allineato dei cosiddetti "cristiani tedeschi". Insediò il suo amico Ludwig Muller, nazista ed ex cappellano della marina, come vescovo del Reich, ma le opinioni eretiche di Muller contro San Paolo e le origini semitiche di Cristo e della Bibbia gli alienarono rapidamente alcuni settori della Chiesa protestante. Il pastore Martin Niemöller rispose con la creazione della Lega di Emergenza dei Pastori per riaffermare la centralità della Bibbia. Il movimento si sviluppò nella Chiesa confessante, strumento di opposizione di alcuni ecclesiastici al regime nazista. La Chiesa confessante fu bandita il 1º luglio 1937, Niemöller fu arrestato dalla Gestapo e inviato nei campi di concentramento; rimase a Dachau fino alla caduta del regime.
Le università teologiche furono chiuse e molti pastori e teologi arrestati. Dietrich Bonhoeffer, un portavoce di spicco della Chiesa confessante, fu fin dall'inizio molto critico verso il razzismo del regime hitleriano e divenne attivista della Resistenza tedesca; invitava i cristiani a raccontare le atrocità naziste. Arrestato nel 1943, fu coinvolto nel complotto di luglio del 1944 per assassinare Hitler e poi giustiziato.

### Persecuzione del clero
I documenti nazisti rivelano che nel tentativo di contrastare la forza e l'influenza della resistenza spirituale i servizi di sicurezza monitoravano molto da vicino i vescovi, impiegando agenti in ogni diocesi, ottenendo copie dei rapporti inviati dai vescovi al Vaticano e scopendo le aree di attività più rilevanti. In particolare, venivano sorvegliati i decani perché rappresentavano "occhi e orecchie dei vescovi" e doveva essere creata una "vasta rete" per spiare le attività del clero ordinario: "L'importanza di questo nemico è tale che gli ispettori della polizia di sicurezza e del servizio di sicurezza faranno di questo gruppo di persone e delle questioni da loro discusse l'oggetto della loro particolare attenzione".
In Dachau: The Official History 1933-1945 Paul Berben scrive che il clero era tenuto sotto stretta osservazione e spesso denunciato, arrestato e inviato nei campi di concentramento: "Un sacerdote fu imprigionato a Dachau per aver affermato che anche in Inghilterra c'era della brava gente; un altro subì la stessa sorte per aver messo in guardia una ragazza che voleva sposare un SS dopo aver abiurato la fede cattolica; un altro ancora perché aveva celebrato una funzione per un comunista deceduto". Altri furono arrestati semplicemente perché "sospettati di attività ostili allo Stato" o perché c'era motivo di "supporre che i loro affari potessero danneggiare la società".

## Il clero a Dachau

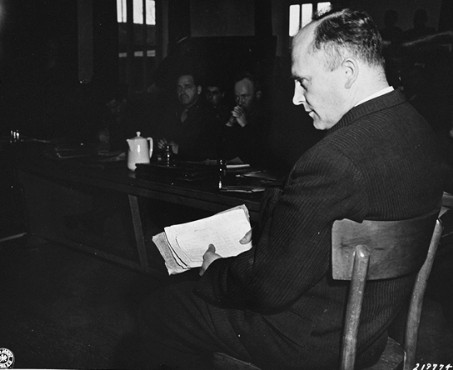
Friedrich Hoffman, sacerdote ceco, testimonia al processo contro il personale del campo di Dachau. In mano ha un pacchetto di documenti, dimostrano che 324 sacerdoti sono morti nel campo dopo essere stati esposti alla malaria durante gli esperimenti medici nazisti.

Molti furono gli ecclesiastici imprigionati a Dachau. Il primo, teologo cattolico di Monaco Wilhelm Braun, vi arrivò l'11 dicembre 1935, e dal 1940 Dachau divenne il campo di concentramento principale destinato al clero. In precedenza le SS avevano permesso a un sacerdote locale di celebrare la messa domenicale nel campo, ma trovarono diversi modi per scoraggiare i prigionieri: dopo la prima messa cattolica del luglio 1933 i partecipanti furono messi in fila e costretti a sputare e leccare il viso degli altri, prima di essere picchiati. Anche il sacerdote subì umiliazioni e poté ascoltare le confessioni solo in presenza di una guardia delle SS. Alla fine le SS programmarono per i fedeli un lavoro extra e riferirono al presbitero che solo in due volevano partecipare alla messa; a quel punto egli smise di celebrarla.
Con l'annessione dell'Austria ci fu un sensibile aumento di detenuti ecclesiastici. "Il comandante di allora, Loritz, li perseguitava con odio feroce, e purtroppo trovò alcuni prigionieri per aiutare le guardie nel loro sinistro lavoro". Fino al 1940 i religiosi al loro arrivo venivano collocati nei blocchi punitivi 15 e 17, dove rimanevano per un certo periodo prima di essere distribuiti tra gli altri blocchi. A dicembre 1940 da Berlino arrivò l'ordine secondo cui tutto il clero distribuito nella rete dei campi di concentramento nazisti doveva essere trasferito a Dachau. Il campo divenne quindi il luogo di detenzione per migliaia di ecclesiastici: furono portati da Buchenwald, Gusen, Mauthausen e Sachsenhausen, anche se alcuni rimasero classificati dalle autorità naziste sotto altre categorie, come "comunista".
La gerarchia razziale dell'ideologia nazista favorì i sacerdoti tedeschi, garantendo loro alcune concessioni e trattamento migliore. Nel 1944, con la situazione disastrosa verso cui volgeva lo sforzo bellico della Germania, i sacerdoti tedeschi furono invitati a unirsi alle forze armate. Alcuni si offrirono volontariamente per il corpo medico, ma la maggior parte rifiutò.

### Attività religiose
Nonostante l'ostilità delle SS verso la religione, il Vaticano e i vescovi tedeschi, facendo pressioni sul regime per concentrare gli ecclesiastici in un solo campo, ottennero il permesso di costruire una cappella e di farli vivere in comunità oltre a poter dedicare parte del loro tempo alle attività religiose e intellettuali. I sacerdoti furono ritirati dai blocchi punitivi e riuniti nei blocchi 26, 28 e 30, anche se solo temporaneamente. Il blocco 26 divenne il blocco internazionale e il 28 fu riservato ai polacchi, il gruppo più numeroso.
Nel blocco 26 fu costruita una cappella e la prima Messa si tenne il 20 gennaio 1941. Due tavoli messi insieme formarono un altare, e i presbiteri si accontentarono di un solo paramento e degli scarsi accessori portati da un cappellano polacco di Sachsenhausen. L'edificio fu migliorato nell'ottobre 1941, ma l'altare e gli accessori furono conservati per il loro valore simbolico. Nel 1944 erano presenti il tabernacolo, i candelabri, le statue e le stazioni della Via Crucis, oltre a una serie di altri oggetti realizzati di nascosto o raccolti attraverso i pacchi alimentari. I prigionieri contribuirono alla costruzione e alla manutenzione secondo le proprie capacità lavorative. Il tabernacolo era originariamente decorato con il metallo recuperato dalle scatole alimentari, dal 1944 con legno di pero intagliato, dietro il quale si trovava un crocifisso inviato da una congregazione di Munster. A Pasqua del 1943 fu donata anche una statua di Maria, posta su un altare speciale e nota come "Nostra Signora di Dachau". Berben scrisse:
(Paul Berben, Dachau: The Official History 1933-1945)
Ai prigionieri non ecclesiastici fu proibito l'accesso alla cappella e fu sistemato del filo spinato nel tentativo di tenere separati i religiosi dagli altri. Tra i "prigionieri comuni" si svilupparono attriti e gelosie. Le SS continuarono a molestare i sacerdoti che frequentavano la cappella rubando l'eucaristia e calpestando i rosari. Nel marzo 1941 le condizioni migliorarono di nuovo, con l'alleggerimento dei requisiti di lavoro, il permesso di meditare, di leggere i giornali e di usare la biblioteca, e l'assegnazione di prigionieri sovietici e polacchi per curare gli alloggi dei sacerdoti. Per un breve periodo furono forniti anche vino e cacao. Sembrava che ciò fosse "dovuto all'intervento del Vaticano", anche se le guardie del campo continuarono a umiliare i sacerdoti.
L'attività religiosa al di fuori della cappella era severamente vietata. Ai non appartenenti al clero era proibito entrare nell'edificio e il clero tedesco temeva che la violazione di questa regola avrebbe fatto perdere loro l'uso della cappella: "il clero del Blocco 26 osservò questa regola in modo spietato, il che naturalmente sollevò una tempesta di proteste. Con i polacchi del Blocco 28 era diverso: tutti i cristiani, di qualsiasi nazionalità, erano accolti come fratelli e invitati a partecipare alle messe clandestine della domenica, celebrate prima dell'alba in condizioni che ricordavano le catacombe". I sacerdoti si confessavano segretamente e distribuivano l'eucaristia tra gli altri prigionieri.
A partire dal marzo 1943 tutti i sacerdoti poterono officiare la messa e nel 1944 si arrivò a tenerla ogni domenica, celebrata da tutte le nazionalità. La cappella veniva utilizzata anche da altre confessioni. Sebbene i cattolici potessero parlare in latino, la natura multinazionale della popolazione carceraria rese difficile la comunicazione.
Nel dicembre 1944 Karl Leisner, un diacono di Münster che stava morendo di tubercolosi, ricevette l'ordinazione a Dachau. Gabriel Piguet, vescovo di Clermont-Ferrand, era arrivato al campo a settembre e poté preparare i documenti necessari. Gli oggetti di culto necessari furono presi di nascosto, furono improvvisati una croce vescovile, una mitra, una tonaca e un mantello. Piquet presiedette la cerimonia segreta permettendo a Leisner di celebrare la sua prima messa. Il nuovo sacerdote morì poco dopo la liberazione del campo.

### Trattamento del clero polacco

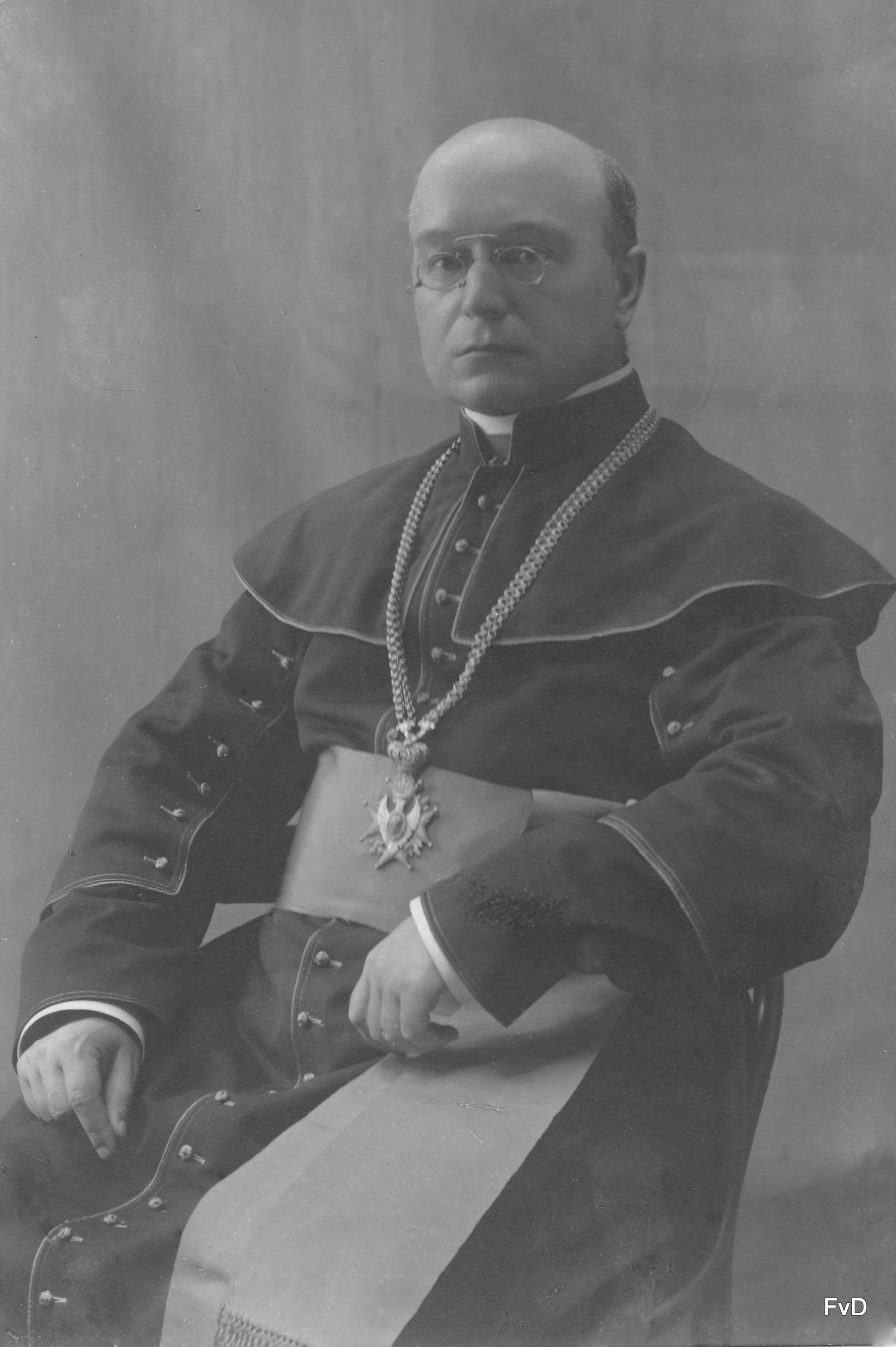
Antoni Zawistowski fu torturato e ucciso a Dachau nel 1942. 1780 religiosi polacchi furono inviati a Dachau e molti sono ricordati tra i 108 martiri polacchi della seconda guerra mondiale.

I nazisti introdussero una gerarchia razziale, mantenendo i polacchi in condizioni dure e favorendo i sacerdoti tedeschi. 697 polacchi arrivarono nel dicembre 1941 e altri 500, per lo più anziani, furono deportati nell'ottobre dell'anno successivo. Di questo gruppo, vestito in modo inadeguato per il freddo pungente, solo 82 sopravvissero. Un gran numero di sacerdoti polacchi fu scelto per gli esperimenti medici. Nel novembre 1942 a 20 di loro furono somministrati i flemmoni, 120 furono utilizzati dal dottor Schilling per gli esperimenti sulla malaria tra il luglio 1942 e il maggio 1944. Diversi polacchi trovarono la morte sui "treni per invalidi" partiti dal campo, altri vennero liquidati nel campo stesso e registrati con certificati di morte falsi, alcuni morirono a causa delle punizioni crudeli anche per infrazioni minori, picchiati a morte o portati allo sfinimento.
Ai sacerdoti polacchi non era permessa l'attività religiosa. I prigionieri antireligiosi furono sistemati nel blocco polacco per controllare che la regola non venisse infranta, ma alcuni trovarono il modo di aggirare il divieto celebrando clandestinamente la messa durante i loro turni di lavoro. Nel 1944 le condizioni si erano allentate e i polacchi poterono celebrare una funzione settimanale. Alla fine, con l'affievolirsi delle speranze di vittoria della Germania, fu permesso loro di frequentare la cappella.

### Condizioni del campo
Il 1942 fu un anno doloroso per i detenuti di Dachau. Stremati dal lavoro forzato e dalla malnutrizione, nei blocchi 26, 28 e 30 morirono a centinaia. I detenuti furono costretti a spazzare la neve, il clero, compresi i tedeschi più giovani, fu impiegato nelle piantagioni, nelle riparazioni di tessuti e in lavori d'ufficio. L'arrivo del nuovo comandante migliorò le condizioni di vita a partire da agosto. Si potevano ricevere pacchi alimentari da familiari, parrocchiani e gruppi ecclesiastici, il che consentiva di distribuire segretamente del cibo ad altri prigionieri (cosa praticata non da tutti i religiosi: alcuni lo trattenevano solo per sé); ma le relative concessioni ai sacerdoti fecero arrabbiare i detenuti comuni. I pacchi cessarono nel 1944, quando le comunicazioni della Germania si deteriorarono nelle fasi finali della guerra, anche se i sacerdoti tedeschi continuarono a ricevere degli alimenti extra.
Gli ecclesiastici erano esclusi dalle cariche amministrative del campo fino al 1943, dopodiché poterono lavorare come infermieri e fornire assistenza spirituale ai malati; di conseguenza alcuni contrassero le malattie infettive diffuse nel campo.
Secondo Ronald Rychlak, i prigionieri religiosi erano trattati leggermente meglio degli altri prigionieri, ma il trattamento peggiorò dopo le critiche papali ed episcopali nei confronti del regime nazista (ad esempio, il discorso di Natale del 1942 di Papa Pio XII). Una volta le guardie celebrarono il Venerdì Santo torturando 60 sacerdoti: li legarono con le mani dietro la schiena, incatenarono i polsi e li issarono, lacerando loro le articolazioni, uccidendo e rendendo invalidi diversi sacerdoti. La minaccia di ulteriori torture serviva per infondere obbedienza. A un certo punto il cibo diventò così scarso che i prigionieri recuperavano gli avanzi dal mucchio del compost.
Un sacerdote austriaco, Andreas Reiser di Dorgastein, fu imprigionato per aver affisso nella sua chiesa una denuncia contro il sistema nazista. Inviato a Dachau nell'agosto del 1938, scrisse in seguito della sua esperienza, raccontando che i prigionieri, con la testa rasata, venivano spogliati fino alla vita e costretti a lavorare tutto il giorno. Una giovane guardia SS, incaricata di tormentarlo, costrinse Reiser ad avvolgersi del filo spinato sulla testa come una corona di spine e a portare delle assi come Cristo portò la croce, mentre i prigionieri ebrei furono obbligati a sputargli addosso. Il sacerdote tedesco Fritz Seitz al suo arrivo nel 1940 fu deriso e gli fu detto che il Papa sarebbe stato imprigionato a Dachau alla fine della guerra.
In un libro sul periodo trascorso a Dachau padre Jean Bernard del Lussemburgo scrisse che, sebbene fosse proibito celebrarle, i sacerdoti ricevevano grande conforto celebrando messe in segreto e utilizzando pezzetti di pane per la comunione.

### Statistiche
Su un totale di 2.720 membri del clero registrati a Dachau la stragrande maggioranza era cattolica: 2.579 persone, ovvero il 94,88%. Tra le altre confessioni, c'erano 109 luterani (detti in tedesco "evangelici"), 22 ortodossi, 8 mariaviti e 2 musulmani. Nel suo Dachau: The Official History 1933-1945, Paul Berben notò che l'indagine di R. Schnabel del 1966 in Die Frommen in der Holle rilevò un totale alternativo di 2.771 persone, e riportò il destino di tutto il clero elencato, con 692 deceduti e 336 caricati su "treni per invalidi" e quindi presunti morti.
Kershaw contò circa 400 sacerdoti tedeschi inviati a Dachau. È difficile stabilire il numero totale, poiché alcuni ecclesiastici non furono riconosciuti come tali dalle autorità del campo; alcuni, in particolare i polacchi, non vollero essere identificati come tali, temendo i maltrattatamenti. I membri della Compagnia di Gesù erano il gruppo più numeroso a Dachau.
| Nazionalità    | Numero complessivo | Liberati | Trasferiti | Liberati il 29 aprile 1945 | Deceduti |
| -------------- | ------------------ | -------- | ---------- | -------------------------- | -------- |
| Polonia        | 1780               | 78       | 4          | 830                        | 868      |
| Germania       | 447                | 208      | 100        | 45                         | 94       |
| Francia        | 156                | 5        | 4          | 137                        | 10       |
| Cecoslovacchia | 109                | 1        | 10         | 74                         | 24       |
| Paesi Bassi    | 63                 | 10       | 0          | 36                         | 17       |
| Jugoslavia     | 50                 | 2        | 6          | 38                         | 4        |
| Belgio         | 46                 | 1        | 3          | 33                         | 9        |
| Italia         | 28                 | 0        | 1          | 26                         | 1        |
| Lussemburgo    | 16                 | 2        | 0          | 8                          | 6        |
| Danimarca      | 5                  | 5        | 0          | 0                          | 0        |
| Lituania       | 3                  | 0        | 0          | 3                          | 0        |
| Ungheria       | 3                  | 0        | 0          | 3                          | 0        |
| Apolide        | 3                  | 0        | 1          | 2                          | 0        |
| Svizzera       | 2                  | 1        | 0          | 0                          | 1        |
| Grecia         | 2                  | 0        | 0          | 2                          | 0        |
| Regno Unito    | 2                  | 0        | 1          | 1                          | 0        |
| Albania        | 2                  | 0        | 2          | 0                          | 0        |
| Norvegia       | 1                  | 1        | 0          | 0                          | 0        |
| Romania        | 1                  | 0        | 0          | 1                          | 0        |
| Spagna         | 1                  | 0        | 0          | 1                          | 0        |
| Totale         | 2720               | 314      | 132        | 1240                       | 1034     |

## Prigionieri di alto profilo
Un piccolo numero di ecclesiastici a Dachau fu tenuto in celle private nel bunker. Tra questi vi erano Johannes Neuhäusler, vescovo ausiliario cattolico di Monaco, e il pastore protestante reverendo Martin Niemöller. Nel 1940 "i vescovi tedeschi e il Papa avevano convinto il Reichsführer-SS Heinrich Himmler a concentrare tutti i sacerdoti imprigionati nei vari campi di concentramento in un unico campo e ad ospitarli tutti insieme in blocchi separati con una cappella dove poter celebrare la messa". All'inizio di dicembre del 1940 i sacerdoti che si trovavano già a Dachau furono sistemati nella baracca 26. Nel giro di due settimane, furono raggiunti da circa 800-900 sacerdoti provenienti da Buchenwald, Mauthausen, Sachsenhausen, Auschwitz e altri campi, sistemati nei blocchi 28 e 30. Il blocco 30 fu in seguito trasformato in una baracca per l'infermeria".

## Commemorazione

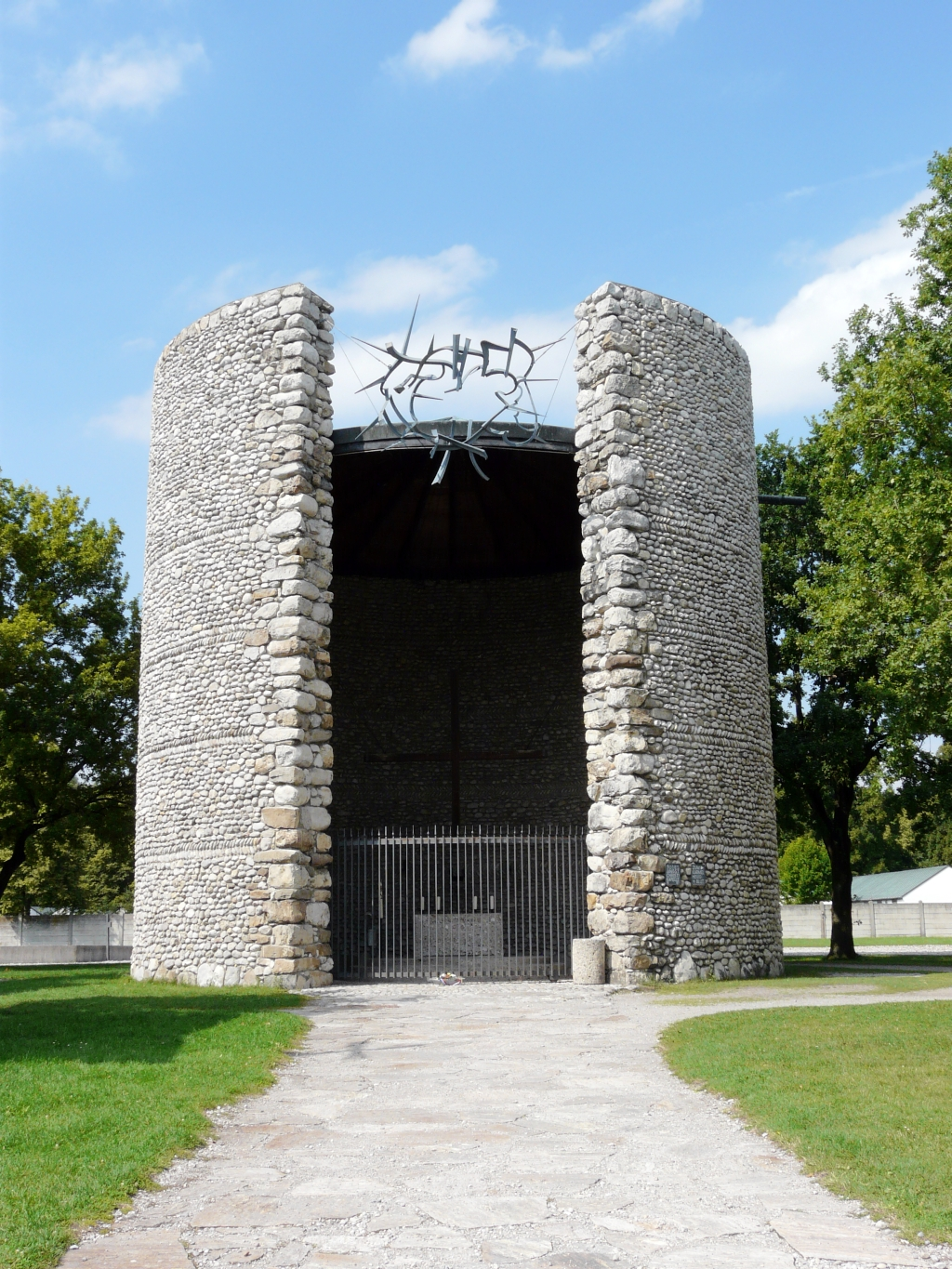
Cappella dell'Agonia di Cristo.

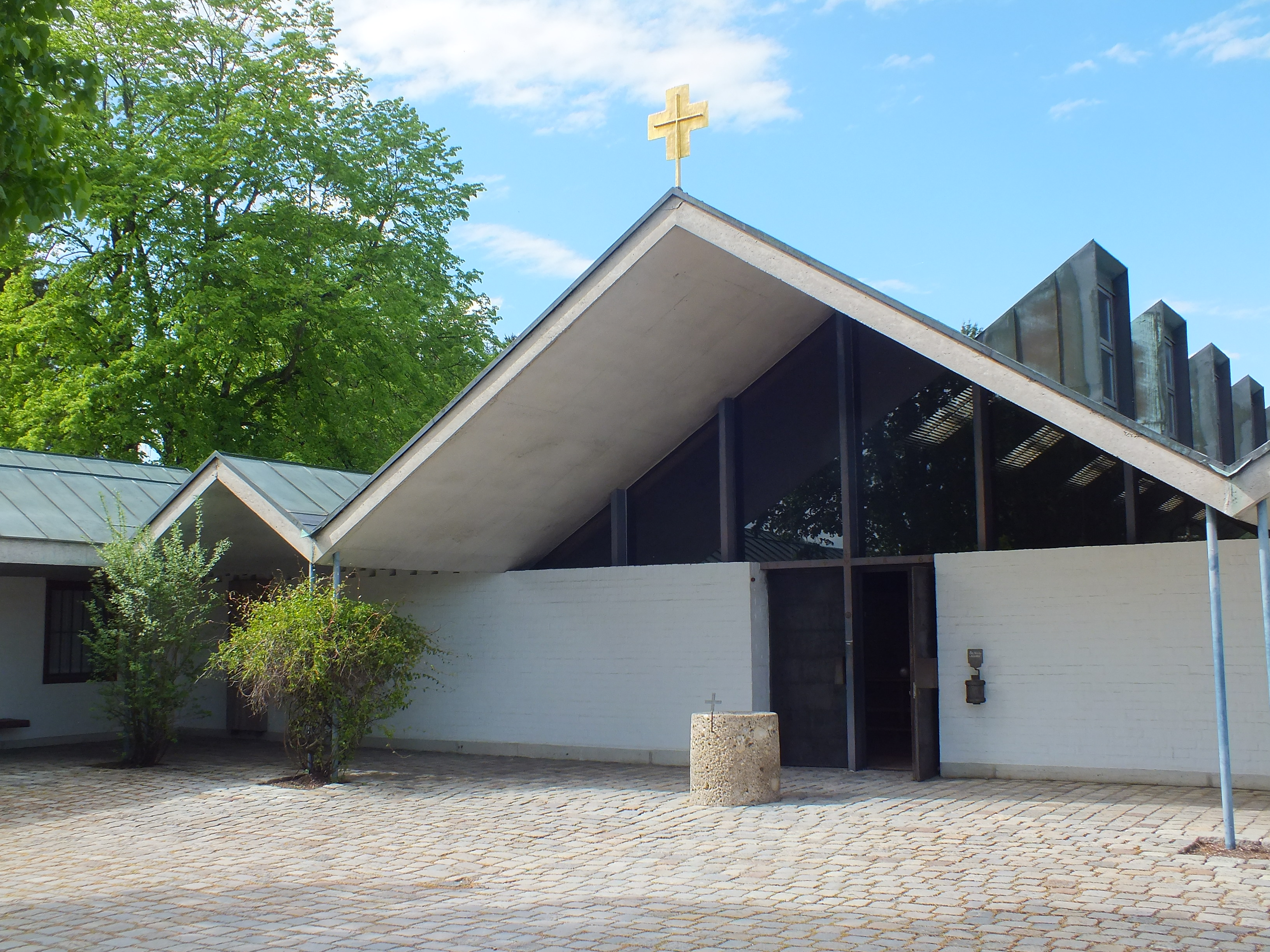
Carmelo del Preziosissimo Sangue. All'atrio si accede attraverso l'ex torre di guardia.

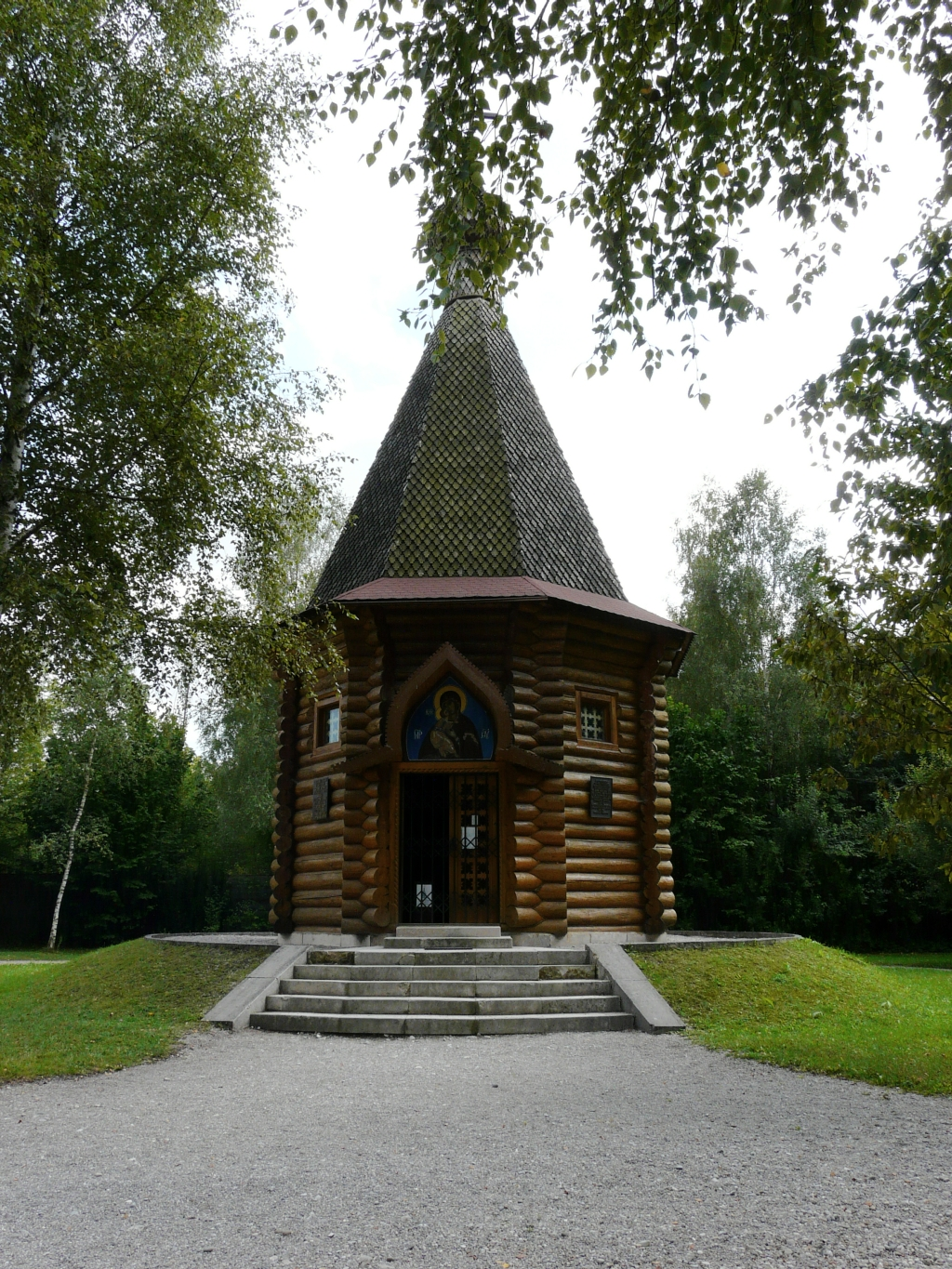
Cappella russo-ortodossa della Resurrezione di Nostro Signore.

### Cattolica
La Cappella dell'Agonia di Cristo fu costruita a Dachau nel 1960, come primo monumento religioso del sito, su iniziativa di alcuni ex prigionieri, tra cui Johannes Neuhäusler (poi vescovo ausiliare di Monaco). Una targa sul retro ricorda le sofferenze dei prigionieri polacchi ed è stata apposta dai sacerdoti polacchi sopravvissuti. I sopravvissuti austriaci donarono la campana commemorativa, con l'iscrizione "In fedele memoria dei nostri compagni morti di tutte le nazioni, dedicata dai sacerdoti e laici austriaci di Dachau".
Presso la Torre di guardia nord di Dachau si trova il convento di Carmelitane Scalze, il Carmelo del Preziosissimo Sangue, dove le monache offrono preghiere di espiazione. Il convento ospita la "Madonna di Dachau", una statua di Maria proveniente dalla caserma dei sacerdoti. Nel convento sono sepolti anche ex prigionieri. Il monastero conserva anche reliquie dei sacerdoti martiri, come i vasi fatti a mano ricavati dalle lenzuola che si usavano per celebrare segretamente le messe.

#### Santi di Dachau
Tra i sacerdoti martiri morti a Dachau ci sono molti dei 108 martiri polacchi. Il beato Gerhard Hirschfelder morì di fame e di malattia nel 1942. San Tito Brandsma, carmelitano olandese, morì per un'iniezione letale nel 1942. Il beato Alojs Andritzki fu sottoposto a un'iniezione letale nel 1943. Il beato Engelmar Unzeitig, sacerdote ceco, morì di tifo nel 1945. Il beato Giuseppe Girotti morì nel campo nell'aprile 1945.
Durante la persecuzione nazista dei cattolici tirolesi, il beato Otto Neururer, parroco, fu inviato a Dachau per "calunnia a danno del matrimonio tedesco", dopo aver sconsigliato a una ragazza di sposare l'amico di un alto nazista. Giustiziato con crudeltà a Buchenwald nel 1940 per aver celebrato un battesimo, fu il primo sacerdote ucciso nei campi di concentramento.
Il beato Bernhard Lichtenberg morì durante il viaggio verso Dachau nel 1943. Nel dicembre 1944 il beato Karl Leisner, diacono di Munster che stava morendo di tubercolosi, ricevette l'ordinazione a Dachau.

### Protestante
La Chiesa protestante della Riconciliazione, progettata da Helmut Strifler, è stata inaugurata nel 1967. Un cancello in acciaio all'interno della cappella, opera di Fritz Kuhn, reca incise le parole del 17° salmo: "Nascondimi sotto l'ombra delle tue ali".

### Ortodossa
La cappella russo-ortodossa della Resurrezione di Nostro Signore, inaugurata nel 1995, è stata costruita da un gruppo delle forze armate russe. Le icone raffigurano il Cristo risorto che conduce i prigionieri fuori dalle baracche attraverso un cancello tenuto aperto dagli angeli, la preghiera finale di Gesù nel giardino del Getsemani e Pilato che presenta Cristo al popolo con le parole "Ecce homo".

## Religiosi di spicco detenuti a Dachau
- Beato Engelmar Unzeitig (1911-1945). Era un membro professo dei Missionari di Mariannhill. La Gestapo lo arrestò il 21 aprile 1941, perché aveva difeso gli ebrei nelle sue prediche,[58] e lo inviò a Dachau senza processo l'8 giugno 1941. Nell'autunno del 1944 si offrì volontario per aiutare le vittime del tifo, ma presto lo contrasse lui stesso.[59] Morì di tifo il 2 marzo 1945 e fu cremato. Divenne noto come l'"Angelo di Dachau".
- Il patriarca serbo Gavrilo V della Chiesa ortodossa serba, imprigionato a Dachau dal settembre al dicembre 1944.

- Padre Jean Bernard (1907-1994), sacerdote cattolico del Lussemburgo, imprigionato dal maggio 1941 all'agosto 1942. Ha scritto il libro Pfarrerblock 25487[60] sulle sue esperienze a Dachau.
- Tito Brandsma, padre carmelitano e sacerdote olandese e professore di filosofia, morto il 26 luglio 1942.
- Norbert Čapek (1870-1942), fondatore della Chiesa unitariana nella Repubblica Ceca.
- Josef Beran (1888-1969) dopo la seconda guerra mondiale, cardinale e arcivescovo di Praga, arrestato dal regime comunista ed espulso dal Paese.
- Štěpán Trochta (1905-1974), dopo la guerra vescovo ceco, imprigionato per molti anni dal regime comunista e cardinale in pectore.
- Beato Wincenty Stefan Frelichowski, sacerdote cattolico polacco, morto il 23 febbraio 1945.
- August Froehlich, sacerdote cattolico tedesco, protesse i diritti dei cattolici tedeschi e si schierò contro i maltrattamenti dei lavoratori forzati polacchi.
- Beato Ilario Paweł Januszewski, frate carmelitano polacco dell'Antica Osservanza e sacerdote cattolico.
- Ignacy Ludwik Jeż, vescovo cattolico polacco.
- Josef Kentenich, fondatore dell'Istituto dei padri di Schönstatt, trascorse tre anni e mezzo a Dachau.
- Il vescovo Jan Maria Michał Kowalski, primo Ministro Generalis dell'ordine dei Mariaviti. Morì il 18 maggio 1942 in una camera a gas nel centro di Hartheim.
- Adam Kozłowiecki, cardinale gesuita cattolico polacco, missionario in Africa.
- Max Lackmann, pastore luterano e fondatore della Lega per la Riunione Evangelico-Cattolica.
- Beato Karl Leisner, prigioniero a Dachau dal 14 dicembre 1941, liberato il 4 maggio 1945, morto il 12 agosto per la tubercolosi contratta nel campo.
- Josef Lenzel, sacerdote cattolico tedesco, aiutò i lavoratori forzati polacchi.
- Bernhard Lichtenberg, sacerdote cattolico tedesco, fu inviato a Dachau ma morì durante il viaggio nel 1943.
- Henryk Malak, sacerdote cattolico polacco a Dachau dal 14 dicembre 1941 fino alla liberazione nell'aprile 1945. Ha scritto il libro Shavelings in Death Camps[61], pubblicato dopo la sua morte, sui suoi sei anni di prigionia nei campi di Stutthof, Grenzdorf, Sachsenhausen e Dachau.
- Beato Otto Neururer, sacerdote cattolico imprigionato nel 1938, morto il 3 giugno 1940.[62][63]
- Martin Niemöller, imprigionato nel 1941, liberato il 4 maggio 1945.
- Nikolai Velimirović, vescovo della Chiesa ortodossa serba e autorevole teologo, venerato come santo nella Chiesa ortodossa orientale.
- Lawrence Wnuk, sacerdote polacco cattolico romano.
- Nanne Zwiep, pastore della Chiesa riformata olandese di Enschede, parlò dal pulpito contro i nazisti e il loro trattamento dei cittadini olandesi e l'antisemitismo, arrestato il 20 aprile 1942, morto a Dachau per sfinimento e malnutrizione il 24 novembre 1942.
- Augustin Schubert, sacerdote cattolico ceco, frate agostiniano e leader del movimento di Orel.
- Franz Boehm, parroco cattolico che predicò ripetutamente dal pulpito contro l'ideologia nazista. Morto il 13 febbraio 1945.
- Sinforiano Ducki (1888-1942), frate cappuccino.[64]
- Fedele Chojnacki (1906-1942), frate cappuccino.[64]
- Enrico da Krzysztofik (1908-1942), frate cappuccino.[64]
- Floriano Stępniak (1912-1942), frate cappuccino.[64]

## Nella cultura di massa
- Der neunte Tag, un film del 2004 diretto da Volker Schlöndorff.[65]
- The priest barracks: Dachau, 1938-1945, libro di Guillaume Zeller, pubblicato nel 2007.[66]
- Blocco 26, la baracca dei preti di Dachau, documentario del 2018 di Elisa Bolognini.[67]
- Otto Neururer - Una luce nelle tenebre, film del 2019 del regista Hermann Weiskopf.[68]